# Павильон Финляндии на Всемирной выставке в Париже (1900)
Павильон Финляндии работы архитектурного трио Линдгрен, Гезеллиус и Сааринен был открыт на Всемирной выставке 1900 года в Париже 15 апреля. Финляндия удостоилась права отдельного представительства несмотря на то, что она в то время входила в состав Российской империи, у которой на выставке имелся свой масштабный павильон.

## Павильон
То, что Финляндия получила свой павильон, будучи при этом автономным княжеством в составе Российской империи, было заслугой художника Альберта Эдельфельта, который писал портреты царской семьи и получил прямое разрешение у императора Николая II на постройку павильона. Эдельфельт стал комиссаром Финляндии, несмотря на активное противодействие руководителя российской делегации князя Тенишева. На фасаде здания, однако, была компромиссная надпись Section Russe Pavillon Finlandais («Российская секция Павильон Финляндии») с фреской двуглавого орла и флагом Российской империи на башне. При публикации в финляндской и европейской прессе фотографии часто редактировались и упоминания о связи с Российской империей были убирались, а павильон подавался как независимый. Павильон Финляндии находился на окраине выставки, и к нему привлекала посетителей самодвижущаяся дорога, а также спокойная атмосфера, выгодно отличающаяся от суеты центральных зон выставки.
Павильон на 400 квадратных метров был спланирован тремя архитекторами, так называемым «гельсингфорским трио» — Армасом Линдгреном, Германом Гезеллиусом и Элиэлем Саариненом. Внутренним дизайном занялся Аксели Галлен-Каллела. В работе им помогали многие другие художники и архитекторы Мэри Галлен, Ларс Сонк, Эмиль Викстрем, Альфред Финч, Луис Спарр, Вернер Том, Густав Нюстрем, Вяйнё Блумстедт, Магнус Энкель, Пекка Халонен, Венни Солдан-Брофелтд, Франс Максмонтан, Альберт Гебхард, Ханна Рённберг и И. К. Инха..

## Работы Аксели Галлен-Каллела

#### Комната «Ирис»
Каллела спланировал комнату «Ирис», куда поместил мебель Луиса Спарра и керамику А. В. Финча. Комната была выполнена в стиле национального романтизма, источником вдохновения для Галлена стали крестьянские дома, которые художник посетил во время поездки в Кайнуу и Беломорскую Карелию..

#### Фрески
На куполе башни Каллела сделал фрески на сюжеты из карело-Финского эпоса «Калевала» под названиями «Илмаринен вспахивает змеиное поле», «Изготовление Сампо», «Похищение Сампо» и «Язычество и христианство». Автором идеи разместить фрески на куполе скорее всего был Эдельфельт. Каллела был не уверен в достижимости результата и даже был против, потому что понимал, насколько сложным будет исполнение, всего полгода ему было дано на продумывание четырех фресок размерами почти 2 на 2 метра. Размеры предполагаемых фресок менялись по мере возведения павильона, из-за чего Галлену пришлось несколько раз заново делать базу из картона, с которой он приехал в Париж в феврале, за два месяца до открытия выставки. В создании фресок ему помогали Альберт Гебхард и Габриель Энгберг. Эти фрески были самой ожидаемой частью павильона, но после выставки, как и сам павильон, они были утрачены, сохранились только первоначальные эскизы на бумаге..

## Искусство конца XIX и начала XX веков в Финляндии
На протяжении всего XIX века в Финляндии набирали популярность такие направления в искусстве, как национальный романтизм, карелианизм или фенномания. Перейдя из-под власти шведской короны под власть Российской Империи, финны начали задумываться о своей национальной идентичности и нашли ее в главным образом в фольклорных текстах эпоса «Калевала», легендах, собранных по всей Карелии, которые были литературно обработаны и оформлены в одну книгу Элиасом Леннротом. Считается, что Аксели Галлен-Каллела популяризировал тематику Калевалы в изобразительном искусстве, потому что в отличие от первопроходцев до него, например Роберта Экмана, чей стиль был строгим романтизмом, работы Аксели больше соответствовали новым тенденциям XX века и духу модерна, набиравшего популярность в Европе и Скандинавии.

## Итоги
Павильон Финляндии стал одним из самых популярных на выставке. Отзывы критиков были позитивными, французский министр иностранных дел, посетивший павильон, сказал, что, основываясь на том, что он увидел, он воспринял независимость Финляндии как должное. Архитектура и дизайн павильона сильно отличались от представленного другими странами и выделялись на общем фоне. Аксели Галлен-Каллела выиграл на выставке одну золотую медаль — Grand Prix — и две серебряных. Хотя награды и были выданы представителям Российской империи, финские художники не были огорчены этим, напротив, они чувствовали себя победителями..

## Галерея

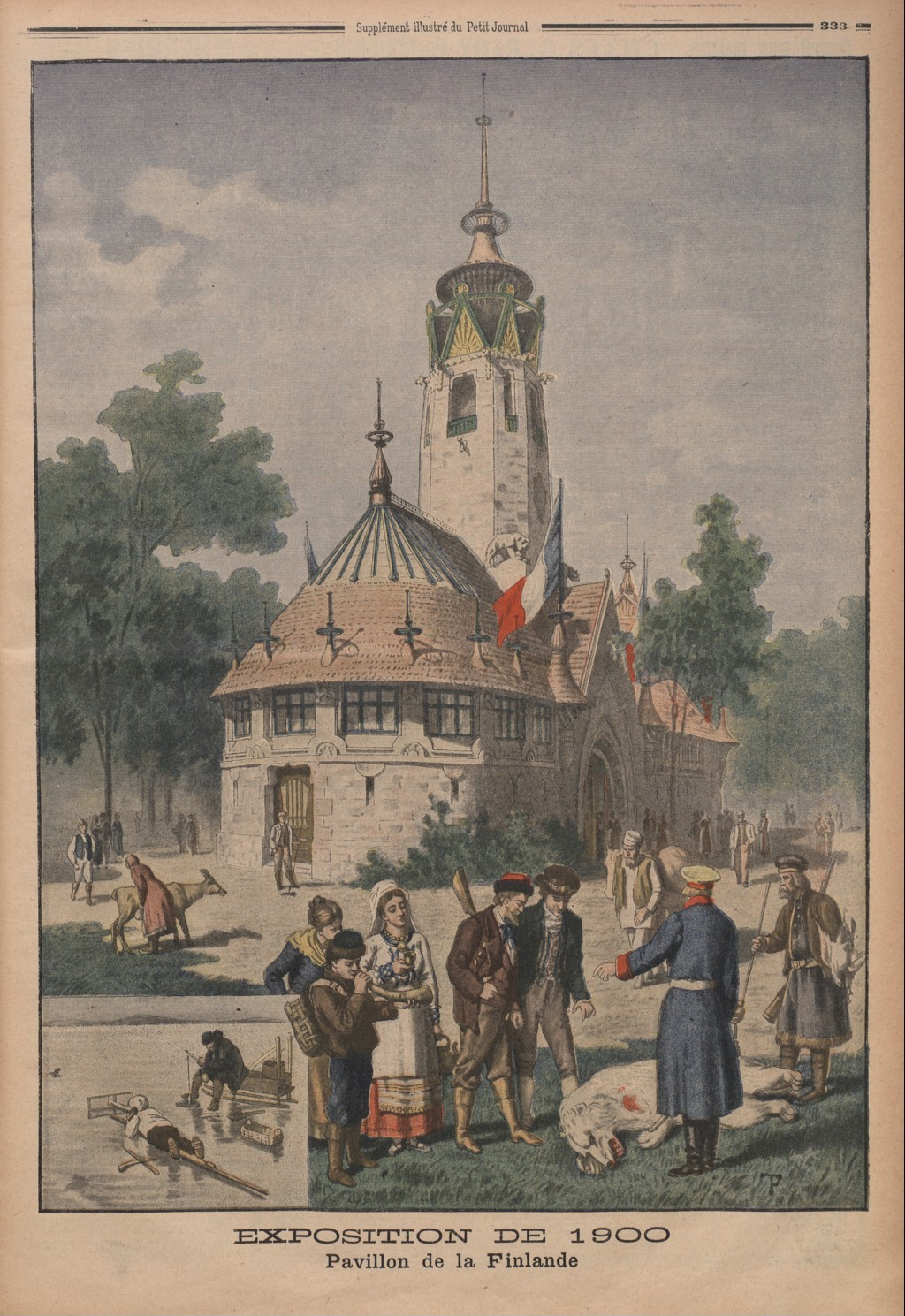
Цветная иллюстрация из журнала Le Petit
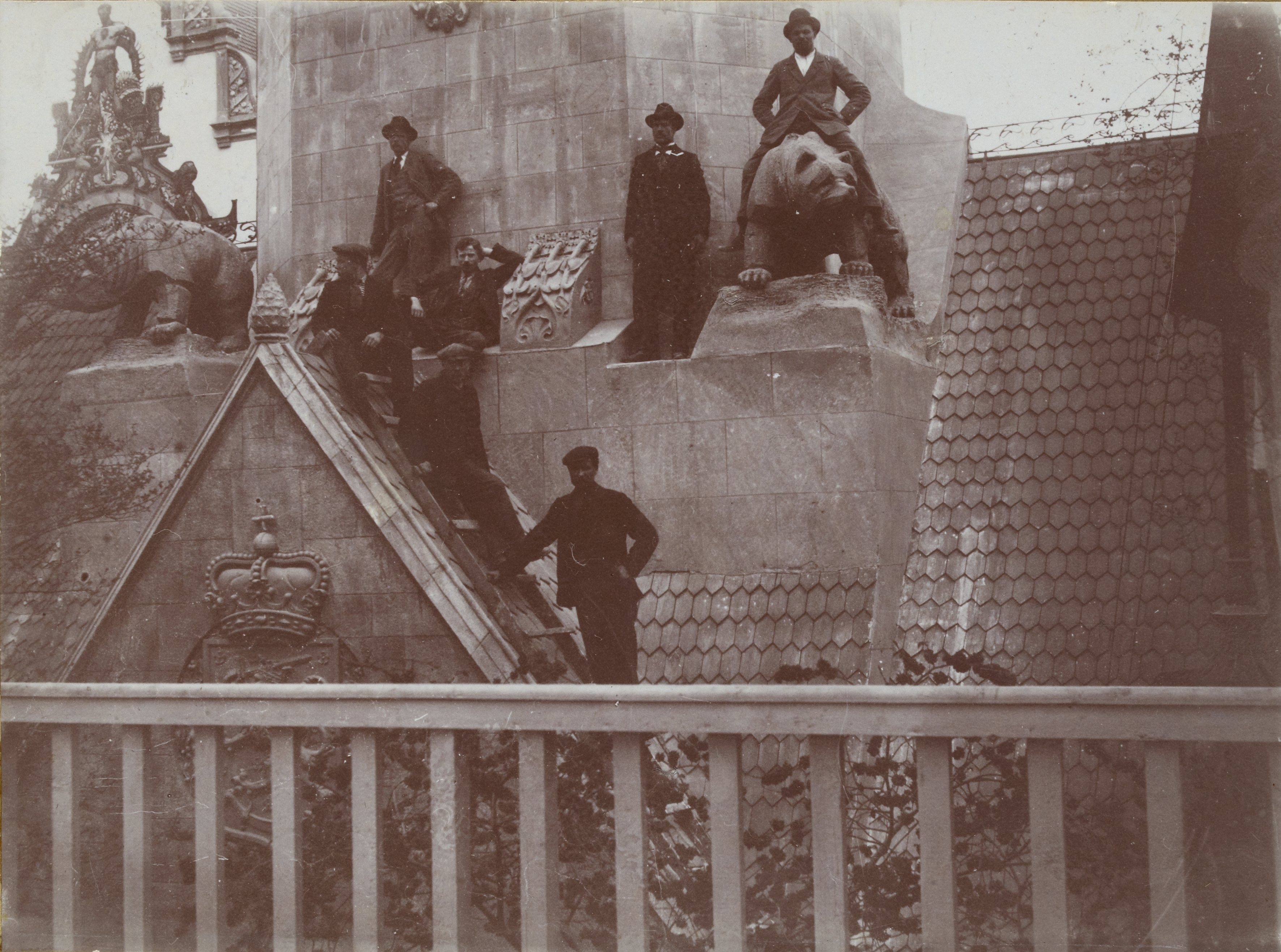
Представители Финляндии на крыше у медведей работы Э. Викстрёма
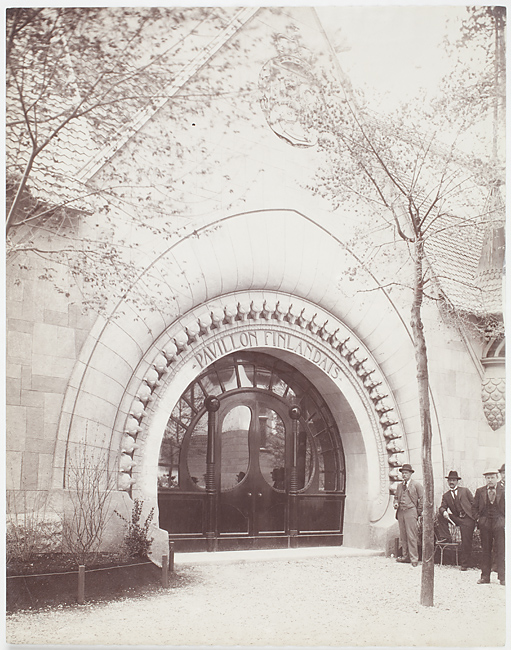
Вход в павильон
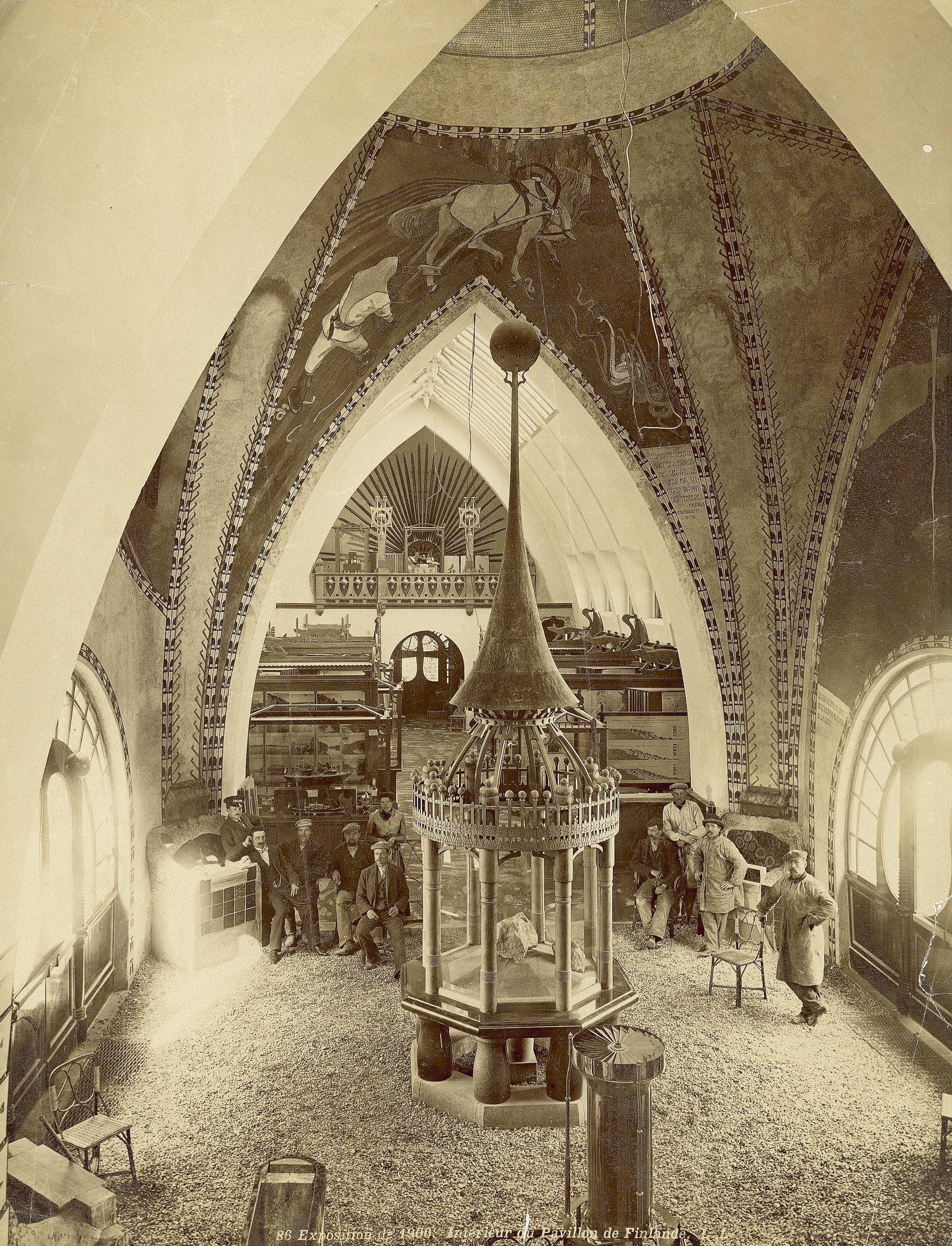
Внутренние помещения и фреска «Илмаринен вспахивает змеиное поле»
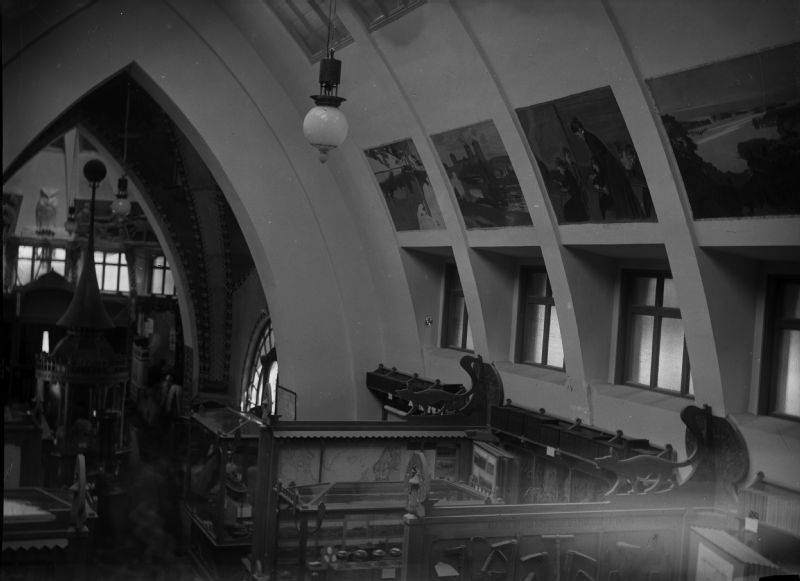
Роспись стен
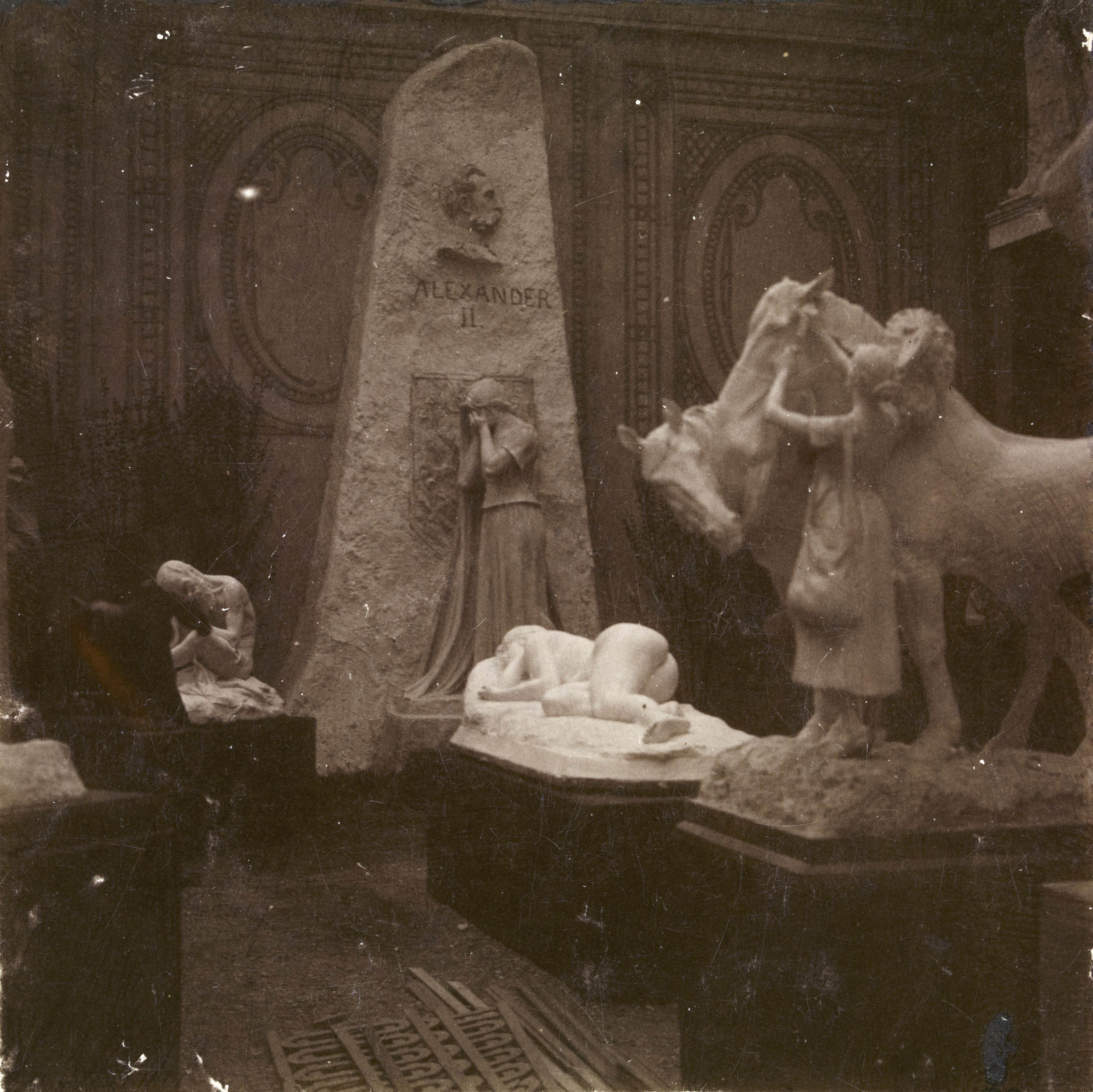
Скульптуры
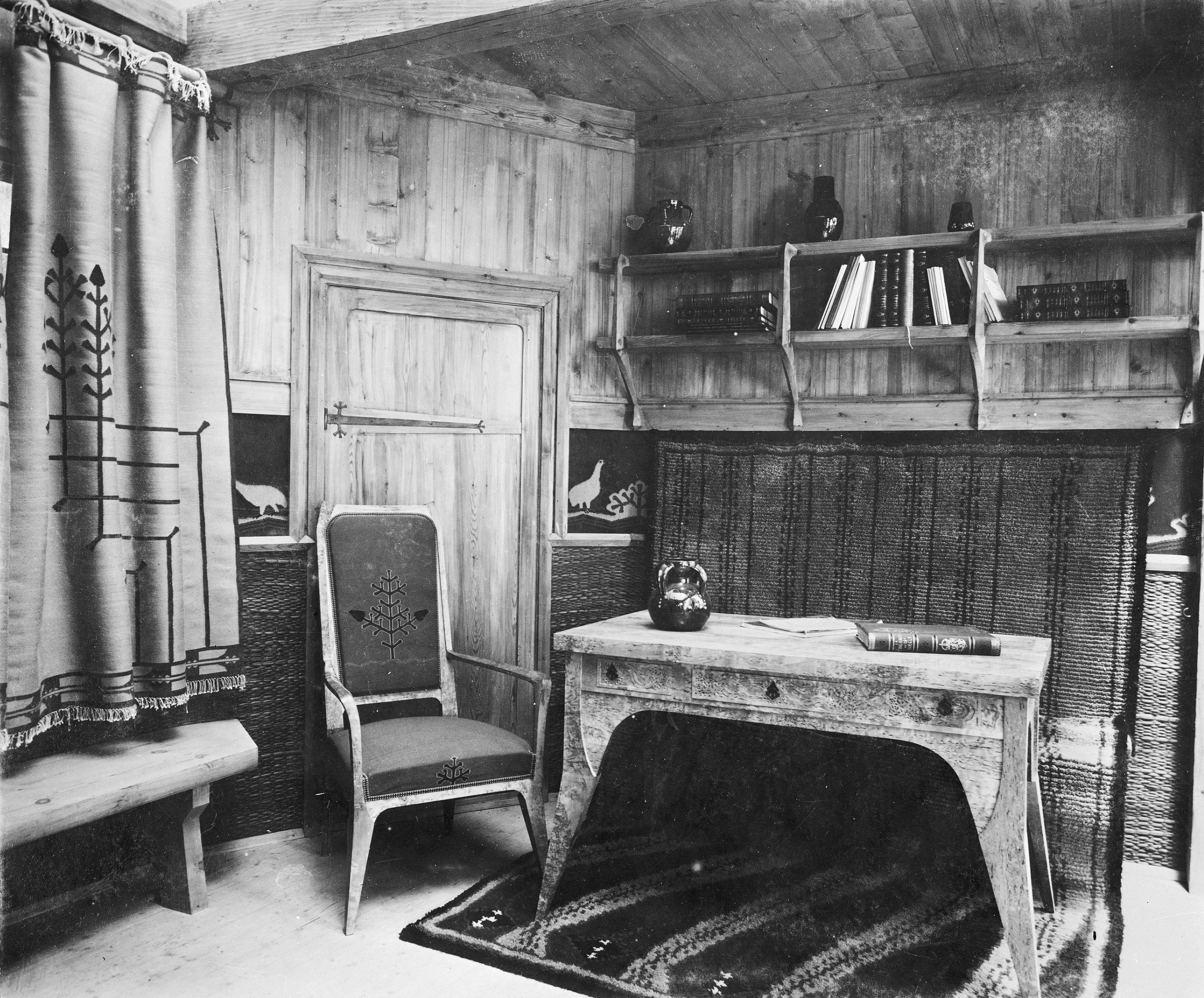
Зал «Ирис»
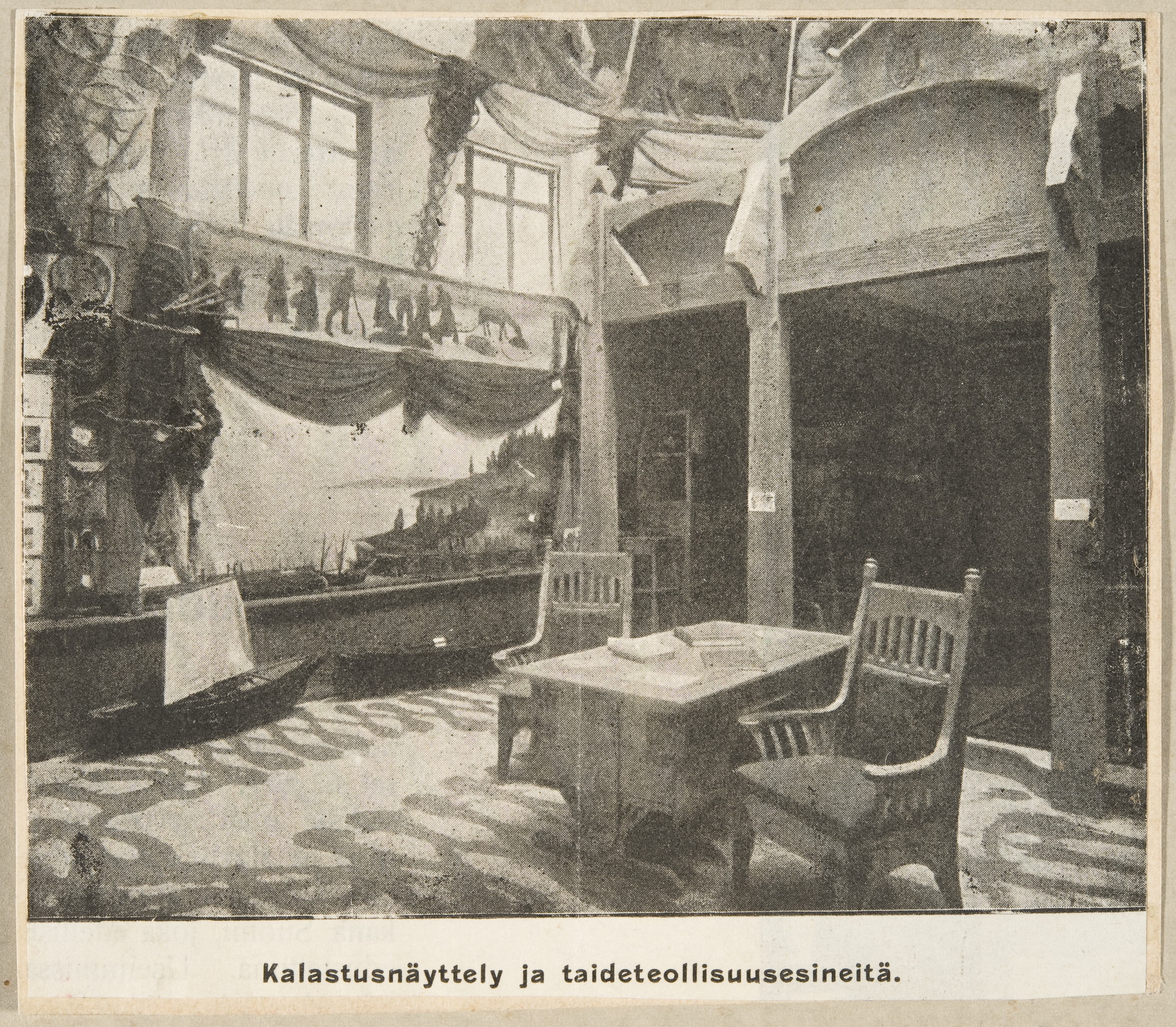
Рыболовные снасти и предметы прикладного искусства
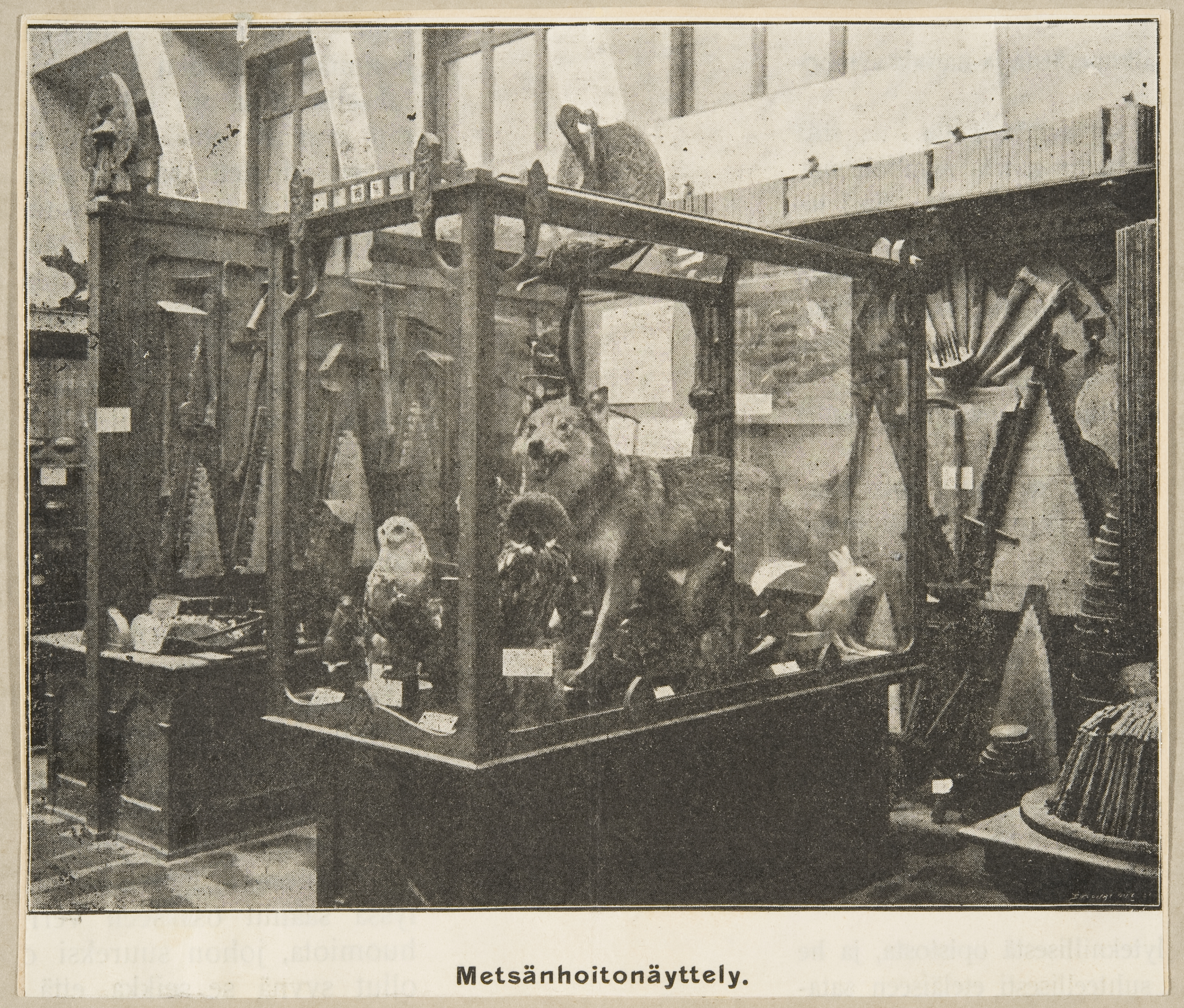
Лесная выставка
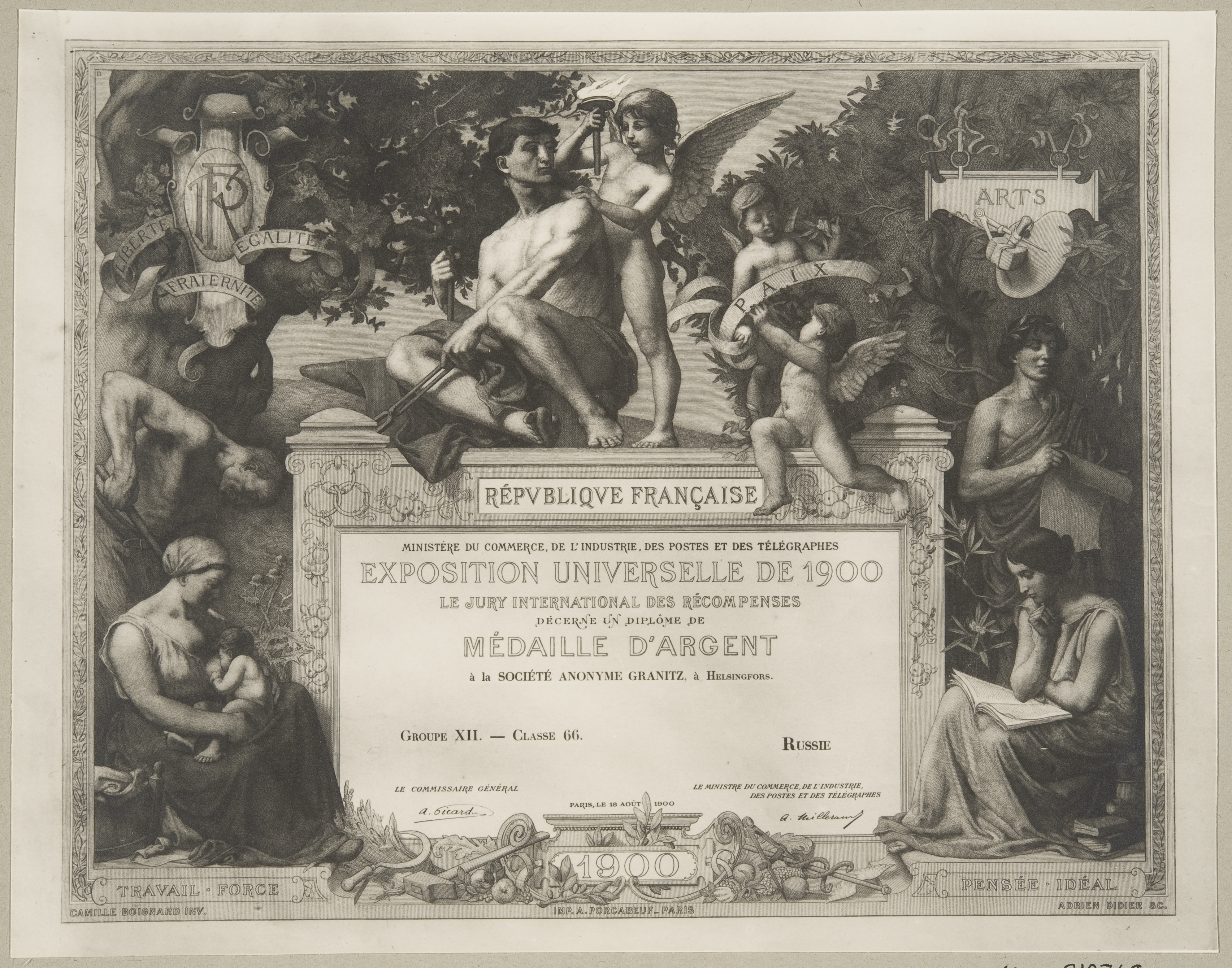
Диплом